# Мононгегела Тауншип (округ Грін, Пенсільванія)
Мононгегела Тауншип (англ. Monongahela Township) — селище (англ. township) в США, в окрузі Грін штату Пенсільванія. Населення — 1480 осіб (2020).

## Демографія
Згідно з переписом 2010 року, у селищі мешкали 1572 особи в 619 домогосподарствах у складі 448 родин. Було 680 помешкань
Расовий склад населення:
| - 98,5 % — білих - 0,3 % — чорних або афроамериканців - 0,2 % — корінних американців - 0,2 % — азіатів |

До двох чи більше рас належало 0,8 %. Частка іспаномовних становила 1,0 % від усіх жителів.
За віковим діапазоном населення розподілялося таким чином: 21,3 % — особи молодші 18 років, 62,8 % — особи у віці 18—64 років, 15,9 % — особи у віці 65 років та старші. Медіана віку мешканця становила 42,7 року. На 100 осіб жіночої статі у селищі припадало 99,7 чоловіків;  на 100 жінок у віці від 18 років та старших — 99,2 чоловіків також старших 18 років.
Середній дохід на одне домашнє господарство  становив 67 269 доларів США (медіана — 54 265), а середній дохід на одну сім'ю — 70 986 доларів (медіана — 62 083). Медіана доходів становила 62 019 доларів для чоловіків та 32 500 доларів для жінок. За межею бідності перебувало 14,6 % осіб, у тому числі 29,2 % дітей у віці до 18 років та 13,0 % осіб у віці 65 років та старших.
Цивільне працевлаштоване населення становило 765 осіб. Основні галузі зайнятості: освіта, охорона здоров'я та соціальна допомога — 30,8 %, сільське господарство, лісництво, риболовля — 12,2 %, транспорт — 10,6 %, роздрібна торгівля — 10,2 %.